# 1927年KLMオランダ航空フォッカー F.VIII墜落事故
1927年KLMオランダ航空フォッカー F.VIII墜落事故（英: 1927 KLM Fokker F.VIII crash）とは1927年8月22日にKLMオランダ航空のフォッカー F.VIII（機体記号:H-NADU）が尾部垂直安定板またはラダーの構造破損によりケント州アンダーリバーに墜落した航空事故である。
事故機はサリー州クロイドン発オランダ・ロッテルダム・ヴァールハーフェン空港行きの国際定期便として運航していた。乗務員2人のうち1人が死亡し8人が負傷した。

## 航空機
事故機はフォッカー F.VIII H-NADU、c/n 4993であった。この航空機は1926年に製造され、1927年6月24日にKLMオランダ航空に就航した。

## 事故
1927年8月27日、H-NADU はクロイドンを午前8時07分に出発しロッテルダムへ向かった。事故機は乗員2人、乗客9人、郵便物13キログラム (29 lb)、貨物144キログラム (317 lb)を積載していた。離陸の約10分後、尾部のネジを留めているテンションワイヤーが壊れ、ラダーと尾部垂直安定板がもぎ取られた。これにより事故機が操縦困難となり、事故は避けられなくなった。事故機はアンダーリバーの「セント・ジュリアンズ」 (St Julian's) と呼ばれる大きな家の敷地にある数本の木の頂部に激突した。メカニックが、エンジンのうちの1基がぶつかった時に死亡した。パイロットと乗客7人が負傷した。尾部垂直安定板とラダーは事故機の残骸から1キロメートル (1,100 yd)以上離れた場所で回収された。事故機への損害はƒ68,985.07と評価された。